# Fi
Fi (grško: starogrško φι; velika črka: Φ, mala črka: φ ali ϕ) je enaiindvajseta črka grške abecede. Iz grške črke Φ izvira cirilična črka Ф.
V grščini se črka Φ izgovarja kot slovenski f. V antični grščini je črka Φ pomenila glas /pʰ/ (tj. p s pridihom.) - to je tudi razlog, zakaj so ga Rimljani pri prepisovanju v latinico nadomeščali s PH in ne s F.

## Pomeni
- Φ (redko: φ) v matematiki označuje število zlatega reza
- φ(n) je v matematiki Eulerjeva funkcija fi
- Φ je oznaka za svetlobni tok
- Φ je oznaka za magnetni pretok
- φ je oznaka za fazni premik
- φ je oznaka za električni potencial
- φ je v matematiki in fiziki pogosta oznaka za kot ali zasuk, npr. za kot v polarnih koordinatah
- v astronomiji je φ oznaka za enaiindvajseto zvezdo v ozvezdju
- v mednarodni fonetični abcedi (IPA) znak /ɸ/ označuje glas, ki se izgovarja podobno kot f, vendar z obema ustnicama.

Znak za premer  v tehniki je po videzu podoben črki Φ, zato se ga bere kot "fi", npr.: oznaka 10 (beri: fi-10) pomeni, da je premer nekega elementa 10 enot.

## Unicode
|                | Velika črka Φ        | mala črka φ        |
| -------------- | -------------------- | ------------------ |
| Unicode UTF-16 | U+03A6               | U+03C6             |
| Ime Unicode    | Velika grška črka fi | Mala grška črka fi |
| Koda HTML      | &#934;               | &#966;             |
| Enota HTML     | &Phi;                | &phi;              |